# Песнь, наводящая ужас
«Песнь, наводящая ужас» — советский фильм 1989 года режиссёра Яниса Стрейча, снятый по автобиографичному сценарию Ингриды Соколовой. Своеобразным приквелом к фильму можно считать предыдущий фильм того же режиссёра, также по её автобиографичному сценарию — «Свидание на Млечном пути».

## Сюжет
Весна 1945 года, конец Великой Отечественной войны. Тыловой военный госпиталь, где проходят курс лечения женщины-военнослужащие, многих из них ранение привело к инвалидности. Война оставила в их жизни страшный след: горевшая в самолёте Элла сходит с ума; ампутируют ногу у Галины; в результате контузии лишившаяся памяти ещё совсем юная Алёна выбрасывается из окна… И только парализованная Инга верит в будущее.

Наряду с тем, что в фильме героиня является пассивным наблюдателем со стороны (её пассивность здесь физически детерминирована, потому что она в состоянии двигать только головой и руками), тем не менее Инга ведёт интенсивную ментальную жизнь, в которой фантазия и действительность сливаются, не давая провести между ними грань ни ей самой, ни зрителю. У фильма начальная и конечная точки совпадают, и, возможно, всё, что мы видим, — это уже жизнь после смерти, происходит в памяти умершего человека.
Финал картины режиссёр оставил открытым: либо Инга покончила с собой, либо она покидает госпиталь на руках любимого мужчины.
Однако замечено, что счастливый финал, который в фильме скорее мечта, — реальный факт из жизни автора сценария Ингриды Соколовой — в своих воспоминаниях она писала о Дне Победы:

Стреляли уже с полуночи. Вспыхнули ракеты. Мы, в палате, неподвижные, все перебинтованные, не могли понять: что происходит? Нападение? Десант? Мы — одна была без ноги, другая без правой руки, и я — парализованная после тяжёлой контузии. В палату забежал старший врач: «Девочки — мир, мир, мир!» Она нас всех обнимала. У нее лились слёзы. И также мы не могли сдержать поток слёз. Так будет и в тот день, когда мой муж, сам контуженый, тем не менее приедет забрать меня из далёкой Вены и понесёт вниз по лестнице госпиталя…
Ингрида Соколова

## В ролях
| Актёр               | Роль      |
| ------------------- | --------- |
| Илона Озола         | Инга      |
| Визма Квепа         | Лида      |
| Екатерина Васильева | Галина    |
| Татьяна Черковская  | Алёна     |
| Марина Калмыкова    | Элла      |
| Валентина Теличкина | Зина      |
| Илга Витола         | Сима      |
| Ольга Шепицкая      | Таня      |
| Мария Виноградова   | санитарка |

В эпизодах: Велга Вилипа, Ромуалдс Анцанс, Светлана Немировская, Павел Первушин и другие.

## О фильме
Малоизвестный широкой публике фильм, редко демонстрируемый даже на кинопоказах.
Фильм выбивается из общей стилистики и тематики режиссёра Яниса Стрейча — он обычно снимал весёлые комедии, мелодрамы и фильмы для детей, редко ставя картины про войну — это третий его фильм на тему войны наряду с фильмами «Стреляй вместо меня» и «Илга-Иволга». Но, как отмечают киноведы, именно успешность как режиссёра комедий, отсутствие необходимости добиваться успеха и популярности фильмами про войну, «понимание, что эти фильмы никогда не вызовут такой интерес публики, как романтической комедии», позволяло ему избавиться от необходимости стремиться понравиться этими фильмами, экспериментировать в них с языком кино, новыми средствами выражения.
Отмечается, что в структуре фильма вязко переплетаются реальность, видения и сны. Сам режиссёр говорил в интервью, что сосредоточил внимание на памяти, на сознании, где формируется почти символическое изображение действительности, и критика охарактеризовала фильм как поток памяти:

В палате госпиталя представлены различные аспекты Памяти — вот Инга, которая до конца испытывает муки непрекращающегося потока памяти, который ведёт за пределы существования физических границ, вот Лида с запретной памятью, отказывающаяся от своей национальности и биографии (в конце выясняется, что она — латышка, отец которой был расстрелян в 1937 году), вот женщина, которая своё прошлое в значительной степени создала в воображении (любовь командира батальона), вот женщина, которая пытается забыть своего сожжённого сыночка, но память ей не позволяет, и она сходит с ума. И — тут девушка вообще без Памяти, с сознанием, как чистый лист. «Счастливая» — говорят ей другие… Но именно она становится предателем и вором, потому что без памяти нет и морали.
Обращает на себя внимание, что героини фильма не только яркие индивидуальности, но каждая из них — представительница одной из республик СССР, олицетворяет собой свой народ.
Явно заметна и отсылка к документальному фильму «У войны не женское лицо» 1981 года, режиссёрская перекличка с ним и его названием, при этом:

Янис Стрейч будто опровергает тезис о том, что «У войны не женское лицо» — это выражение быстро стало фольклорным в советской культуре. В фильме «Песнь, наводящая ужас» у войны — почти исключительно женское лицо, потому что действие происходит в госпитале для женщин-военных. Фильм позволяет далее развивать метафору, так как одним из самых ярких образов является девушка вообще без лица — война забрала у неё лицо. Соответственно, мы можем говорить также о том, что у войны нет лица, вообще нет ничего человеческого.

## Комментарии
1. ↑  Название фильма в оригинале дано не на латышском, а на латинском языке — «Carmen Horrendum» — крылатому латинскому выражению.